# ナタリー・コール

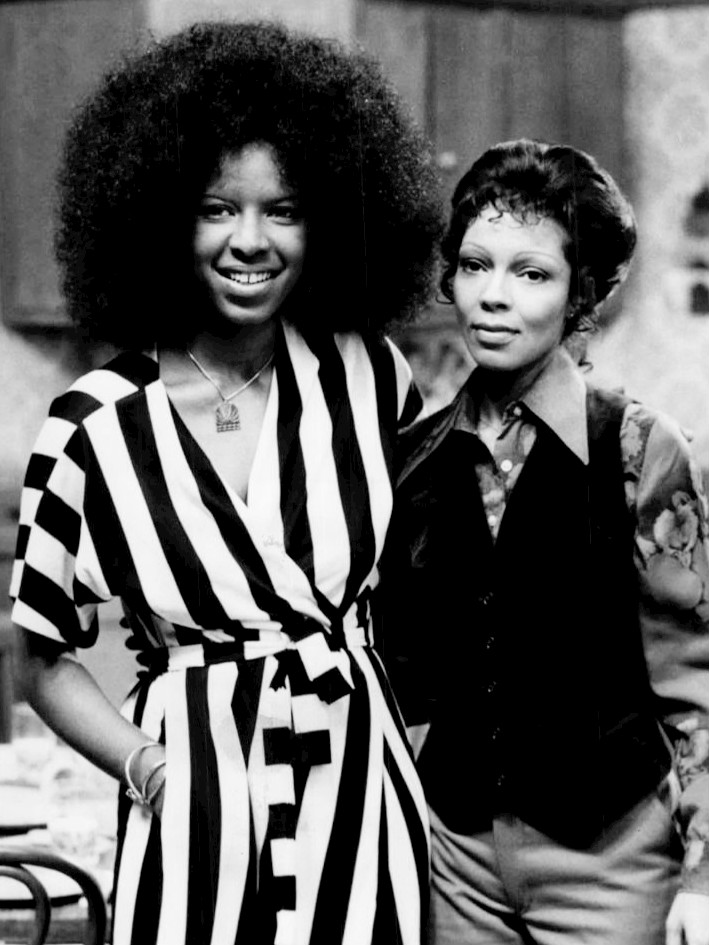
ナタリーとキャロル・コール（1975年、NBCスタジオ）

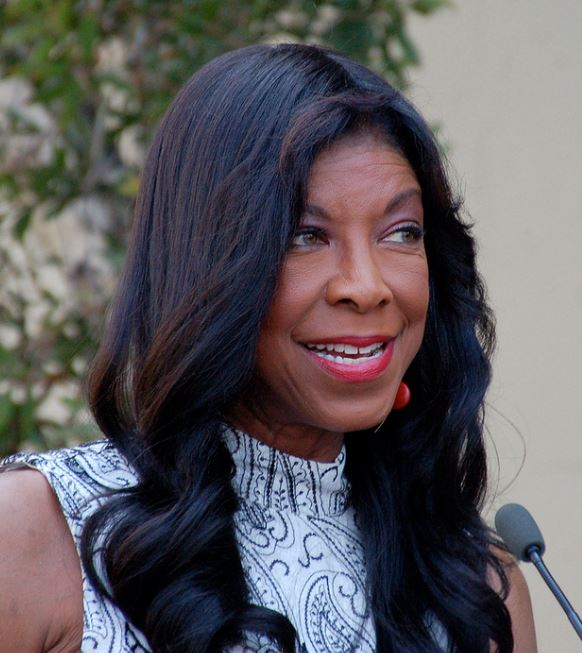
ナタリー・コール（2013年）

ナタリー・コール（Natalie Cole、1950年2月6日 - 2015年12月31日）は、アメリカ合衆国のシンガーソングライター。ナット・キング・コールの実娘。

## 概要
カリフォルニア州ロサンゼルス生まれ。子供の頃から歌手として活動し、1975年にデビュー。デビュー曲の「ジス・ウィル・ビー」はビルボード全米総合チャート6位のヒットを記録し、グラミー賞の最優秀R&B女性ボーカル賞、最優秀新人賞に輝く。
1976年に初来日を果たし、「Mr. Melody」が第5回東京音楽祭でグランプリを受賞。1977年には全米総合チャート5位、R&B部門1位に輝いた「I've Got Love On My Mind」等のヒットを飛ばす。しかし、1980年代に入るとセールスは大きく落ち込み、また麻薬中毒に陥って一時活動を休止するなど、不遇の時を過ごした。
1988年に「ピンク・キャデラック」のヒットで復活すると、翌1989年にはビルボードのR&B部門とアダルト・コンテンポラリー部門ともに第1位、全米シングルチャート第7位、全英オフィシャルチャートのシングルランキング第2位という殿堂に輝いた「Miss You Like Crazy」、さらに1991年には偉大な父ナット・キング・コールのカバー集『アンフォゲッタブル (Unforgettable... with Love)』を発表。全米ポップチャートで5週1位というジャズ作品としては異例の大ヒットを記録し、グラミー賞の最優秀アルバム賞を受賞した。シングル「アンフォゲッタブル」では、亡き父が歌った音源とのオーバーダブによる「共演」が大きな話題を呼び、この曲も同年のグラミー賞のソング・オヴ・ザ・イヤーに輝いている。
2008年にC型肝炎感染を公表して腎臓移植手術を受けた。
2015年12月31日、ロサンゼルスにて心臓疾患などのために死去。65歳没。

## ディスコグラフィ

### スタジオ・アルバム
- 『インセパラブル』 - Inseparable (1975年、Capitol)
- 『微笑 (ほほえみ)』 - Natalie (1976年、Capitol)
- 『琥珀のときめき』 - Unpredictable (1977年、Capitol)
- 『サンクフル』 - Thankful (1977年、Capitol) ※旧邦題『幸福』
- 『愛する人へ』 - I Love You So (1979年、Capitol)
- 『愛あるハーモニー』 - We're the Best of Friends (1979年、Capitol) ※with ピーボ・ブライソン
- 『花物語』 - Don't Look Back (1980年、Capitol)
- 『ハッピー・ラヴ』 - Happy Love (1981年、Capitol)
- 『アイム・レディ』 - I'm Ready (1983年、Epic)
- Dangerous (1985年、Modern)
- 『永遠 (とわ)の夢』 - Everlasting (1987年、Manhattan)
- 『グッド・トゥ・ビー・バック』 - Good to Be Back (1989年、EMI-USA)
- 『アンフォゲッタブル』 - Unforgettable... with Love (1991年、Elektra)
- 『テイク・ア・ルック』 - Take a Look (1993年、Elektra)
- 『ホリー・アンド・アイヴィ〜ナタリーとクリスマス』 - Holly & Ivy (1994年、Elektra)
- 『スターダスト』 - Stardust (1996年、Elektra)
- Christmas with You (1998年、Hallmark)[3]
- 『スノーフォール・オン・ザ・サハラ』 - Snowfall on the Sahara (1999年、Elektra)
- 『マジック・オブ・クリスマス』 - The Magic of Christmas (1999年、Elektra) ※with ロンドン・シンフォニー・オーケストラ
- 『アスク・ア・ウーマン・フー・ノウズ』 - Ask a Woman Who Knows (2002年、Verve)
- 『リーヴィン』 - Leavin'  (2006年、Verve)
- 『スティル・アンフォゲッタブル』 - Still Unforgettable (2008年、DMI/ATCO)
- Caroling, Caroling: Christmas with Natalie Cole (2008年、Elektra/Rhino)
- 『エスパニョール』 - Natalie Cole en Español (2013年、Verve)

## 書籍
- 吉岡正晴 (著)『ナタリー・コール物語 二度のグラミーの狭間で（ソウルサーチン R&Bの心を求めて Vol.3 [電子書籍版]）』

## 日本公演
- 1976年　初来日

6月28日 文京公会堂、30日 フェスティバルホール、7月2日 神奈川県立県民ホール、3日 名古屋市公会堂、5日 中野サンプラザ
- 1977年

3月17日 神奈川県立県民ホール、19日(2回公演),26日(2回公演) 中野サンプラザ